# Сніжково (Вілейський район)
Сніжково (біл. вёска Снежкаўа) — село в складі Вілейського району Мінської області, Білорусь. Село підпорядковане Любанській сільській раді, розташоване в північній частині області.